# Gypsy Nash
Gypsy Nash (apellido de soltera: Nash, previamente: Smith) es un personaje ficticio de la serie de televisión australiana Home and Away, interpretada por la actriz Kimberley Cooper del 18 de febrero de 1998 hasta el 15 de febrero del 2002. Después de 10 años Kimberley regreaó a la serie el 9 de septiembre del 2011 y su última aparición el 13 de octubre del mismo año.

## Antecedentes
Se mudó junto a su familia a la bahía para conocer el lugar en donde su padre Joel había crecido, Gypsy se crio en Hong Kong y como resultado llevó la cultura a su vida en la ciudad. Aunque al inicio se le dificultó acostumbrarse a la vida tranquila de la bahía pronto lo logró. Gypsy y su hermano, Tom se sorprendieron al inicio cuando conocieron a su tío, Travis Nash ya que nunca habían escuchado nada acerca de él. Poco después se enteraron de que Joel se había ido por primera vez de la bahía cuando descubrió que su padre, Jack estaba comportándose de manera inapropiada con su esposa, Natalie. 
A su llegada Gypsy se convirtió en muy buena amiga de Hayley Smith, Sam Marshall, Sally Fletcher y Vinnie Patterson.

## Biografía
Al inicio a su llegada a la bahía Gypsy rápido llamó la atención de Vinnie Patterson, sin embargo cuando se enteró de que este salía con Justine Welles lo rechazó, pronto Gypsy llamó la atención de Will Smith, quien también acababa de llegar a la bahía, con tal de impresionarlo Gypsy compró droga sin embargo fue descubierta por Joel y Travis y se metión en problemas. Poco después reveló que la persona que le había vendido la droga era Lilian. 
Gypsy junto a Justine Welles y Tiegan Brook comenzaron una banda a la que llamaron "Broken Dolls", la cual era dirigida por Vinnie, durante su primera presentación en el baile de la escuela Gypsy se escapó para ir con Will, sin embargo ambos terminaron encerrados en un salón y tuvieron que pasar la noche ahí, cuando Joel se enteró trató que su hija rompiera con Will, pero cuando Joel empezaba a aceptar la idea de que Will fuera el novio de su hija esta perdió el interés en él, sin embargo poco después cambió de idea y cuando estaba lista para dormir con él, este le dijo que quería tomarse las cosas con calma y Gypsy decidió terminar con él.
Poco después comenzó a salir con Sam Marshall, sin embargo la relación no duró ya que solo lo veía como a un amigo. Mientras se encontraban realizando una caminata Gypsy, Will, Sam y Hayley fueron secuestrados por Murray, un vagabundo que había robado el Diner. Mientras se encontraban secuestrados Will tuvo una oportunidad de escapar pero no lo hizo porque no quería dejar sola a Gypsy. ahí Will le reveló que la amaba y después de ser rescatados intentaron seguir con su relación, sin embargo cuando Will se fue de la bahía para visitar a su hermano Nick y no le dijo nada lo que dejó molesta a Gypsy.
Cuando Will regresó a la bahía descubrió que Gypsy estaba saliendo con un hombre mayor llamado, Robert Perez, lo cual lo dejó destrozado, sin embargo Gypsy quedó encantada cuando sus padres lo contrataron para que fuera su tutor sin la mínima idea de que salía con su hija. Nadie sospechó que Robert era en realidad "David DiAngelo", un criminal que había pasado quince años de su vida en la cárcel después de que Joel lo atrapara mientras trabajaba como policía en Hong Kong, por lo que decidió vengarse de Joel haciéndole daño a su familia, David secuestró a Gypsy por más de dos semanas y planeaba matarla, sin embargo cuando obligó a Gypsy a grabar una cinta para que se la enviera a su familia logró decir una pista de su ubicación y poco después fue rescatada por la policía. 
Sin embargo el peligro no pasó ya que poco después DiAngelo se escapó y prendió fuego a la casa de los Nash, dejando atrapada a Gypsy adentro sin embargo fue rescatada por Travis y DiAngelo fue arrestado. La casa quedó destruida y junto a sus padres se mudaron con su hermano y su esposa Rebecca Fisher. Poco después cuando Travis y Rebecca se fueron de la bahía Gypsy rápido comenzó a formar una fuerte relación fraternal con sus nuevas hermanas adoptivas, Justine y Peta Janossi.
Gypsy y Will se hicieron muy buenos amigos y poco después Gypsy comenzó a salir con Jesse McGregor, su nueva relación comenzó a preocupar a varios de los residentes debido a la diferencia de edad, sin embargo pronto lo aceptaron. Poco después la relación terminó cuando Gypsy conoció a un chico a través del internet cuando se citaron para conocerse en el Surf Club Gypsy quedó horrorizada cuando descubrió que el joven se trataba de su hermano, Tom.
Pronto Gypsy se sintió atraída por Mitch McColl cuando este llegó a la bahía y la pareja comenzó a salir sin embargo cuando Gypsy se enteró de que a su mejor amiga, Hayley Smith le gustaba Mitch decidió terminar la relación. Poco después Gypsy se metió en problemas cuando junto con un grupo de adolescentes robaron el coche de Anthony Doyle, el novio de Irene Roberts, regañada por su padre Gypsy le contó todo al oficial Mike Carter quien dejó pasar su infracción, pero le dio una advertencia.
Will y Gypsy se reconciliaron y regresaron, por lo que decidió esconder el hecho de que se había acostado con Mitch, sin embargo cuando se descubrió la verdad esto ocasionó que su relación con Hayley se rompiera. Todo esto se lel juntó con el hecho de que no fue escogida como la capitana de su escuela así que decidió comenzar una campaña en contra de la directora Judith Ackroyd, poco después terminó peleándose con Peta quien en ese momento salía con el hijo de Judith, Edward Dunglass. Para empeorar las cosas Gypsy también se peleó con su compañera de clases Claire Rodgers, quien la acusó de ser una zorra. Por lo que cuando Gypsy se enteró de que Claire se había acostado con Sam decidió vengarse y le contó a todos acerca de esto, sin embargo nada le salió bien ya que esto solo ocasionó que su relación con sus amigos empeorara.
Pronto Gypsy comenzó a salir con el joven rico Charlie Nicholas, mientras todavía veía a Will, pronto Gypsy descubrió que Charlie tenía problemas con el alcohol sin embargo no le dijo nada ya que disfrutaba el estilo de vida que tenía con él. Cuando Gypsy se enteró de que su madre, Natalie había tenido una aventura con su viejo amigo, Glenn Tanner quedó destrozada y se decepcionó aún más cuando se enteró de que su madre estaba esperando un bebé de Tanner. Inmediatamente después Gypsy estuvo en un accidente automovilístico después de que Charlie borracho chocara, esto ocasionó que Gypsy saliera gravemente herida y Charlie muriera por el impacto.
Después del accidente Gypsy maduró considerablemente y asumió su culpa cuando su padre intentó acusar a otros. Sin embargo todo empeoró cuando su romance con Charlie fue revelado de la peor manera posible, esto ocasionó que su relación con su madre mejorara, sin embargo cuando Natalie y su hermano se fueron de la bahía dejándola sola con Joel, se sintió olvidada y pronto su padre decidió vender la casa.
Con su reputación en lo más bajo Gypsy pronto comenzó a recibir atenciones de Kieran Fletcher, el prometido de Sally Fletcher, cuando Gypsy lo amenazó con contarle todo a Sally si no la dejaba en paz este le dijo que nadie le creería. Gypsy decidió no decir nada sin embargo durante la boda de Sally y Kieran, a la mitad de los votos Gypsy se levantó y dijo que Kieran había intentado acostarse con ella, por lo que la boda se canceló. Aunque al inicio todos, incluso Sally culparon a Gypsy por lo sucedido Hayley y Colleen Stewart la defendieron, y pronto al darse cuenta de que el verdadero culpable era Kieran, Sally y ella se hicieron muy buenas amigas y Gypsy inició de nuevo su amistad con Will.
Poco después Joel y Gypsy se mudaron con Vinnie y pronto él y Gypsy se hicieron muy buenos amigos, después de lo sucedido con Kieran, Gypsy decide dejar la escuela y pronto obtiene un trabajo en el Drop-In Centre en donde se hace muy buena amiga de su jefa, Shelley Sutherland, sin embargo el hecho de que la hija de Shelley, Dani estuviera saliendo con Will no ayudaba en nada y Gypsy comenzó a sentirse incómoda. 
Después de mudarse nadie vio con buenos ojos esto en especial la novia de Vinnie, Leah Poulos, cuando Harry Reynolds, un antiguo maestro de Gypsy se enteró de esto decidió ayudarla a hacerle creer a todos que estaban saliendo, sin embargo la mentira se volvió realidad y pronto Harry y Gypsy comenzaron a salir, poco después Gypsy recibió una llamada donde le dijeron que Harry había muerto en un accidente de avión, sin embargo pronto descubrieron que esto era una broma hecha por Kirsten, una exnovia de Charlie quien culpaba a Gypsy de su muerte. Poco después Kirsten comenzó a acecharlos y cuando le hizo creer a Gypsy que ella y Harry se habían acostado, terminó su relación con él.
Poco después Kirsten fue acusada de acoso y encarcelada, durante ese tiempo sus padres, Joel y Natalie regresaron y decidieron mudarse a Queensland, dejando a Gypsy como la última residente Nash de la bahía.
Gypsy y Harry regresaron y ella decidió completar su educación, sin embargo la relación terminó cuando Gypsy descubrió que Harry todavía sentía algo por su exnovia Shauna Bradley, molesta por la situación Gypsy terminó rompiendo sus camisetas y rompiendo su bicicleta.
Viendo la poca suerte que tuvo con los hombres, Gypsy comenzó a desarrollar sentimientos por Shelley, sin embargo Shelley le dijo que no sentía lo mismo por ella y que solo la veía como a una amiga pero que sí ella se sentía así debía hacer algo al respecto, por lo que Gypsy en la escuela besó a Desiree Upton, sin embargo el beso fue suficiente para convencerla de que no era gay y que lo que sentía por Shelley era en realidad agradecimiento. Poco después Gypsy y Will se hicieron amigos de nuevo pero esta vez significaba que también debía ser amiga de la novia de Will, Dani. Las cosas parecían ir bien pero cuando Dani se enteró de que Will le había mentido acerca del tiempo que pasaba con Gypsy esta terminó la relación. Will y Gypsy terminaron durmiendo juntos sin embargo Gypsy creía que Will todavía amaba a Dani.
Poco después cuando Gypsy se enteró de que estaba embarazada de Will decidió esconder la verdadera identidad del padre ya que no quería atraparlo con las responsabilidades de ser padre y quería que tuviera una segunda oportunidad con Dani, así que al inició le hizo creer a todos incluso que el padre de su bebé era su profesor, Andrew Moffat, sin embargo poco después Tom y Sally descubrieron la verdad. 
Cuando Shelley se fue de viaje Gypsy quedó a cargo del Drop-In, durante ese tiempo se involucró en el caso de Jodie Harrington, una joven que al parecer era víctima de abuso, al inicio parecía que sus contusiones se debían a causa de su déficit de atención con hiperactividad por lo que Gypsy pidió que se hiciera una investigación completa sin embargo cuando Shelley y el departamento de asuntos familiares no encontraron evidencia de nada Gypsy decidió buscar las pruebas ella misma. Eventualmente descubrió que Jodie estaba inventando todo solo para tratar de hacer que su padre regresara con ella, sin embargo el incidente le costó su trabajo por lo que Gypsy comenzó a trabajar en el Diner para ganar dinero.
Ahora con cinco meses de embarazo Will por fin descubre la verdad acerca de que él es el verdadero padre del bebé, a causa de esto Gypsy piensa en irse de la bahía pero decieó quedarse, poco después Will termina su relación con Dani cuando se da cuenta de que todavía ama a Gypsy, sin embargo al inicio Gypsy no quiere estar con él por temor a que todavía tuviera sentimientos por Dani, sin embargo Will logra ganarse de nuevo a Gypsy y la pareja regresa y se mudan con la familia de Will. Pronto Gypsy comienza a tener contracciones y Will la intenta llevar al hospital pero no llegan y Gypsy da a luz a una niña en medio de la carretera, la pareja llama a la pequeña Lily, en ese mismo momento Will le propone matrimonio a Gypsy y ella acepta.
Poco después a Will le ofrecen un trabajo en Queensland, lo que significa que Gypsy podrá estar cerca de su familia, antes de irse la pareja se casa rodeada de todos sus seres queridos y se mudan a Queensland.
En el 2004 cuando Will visitó la bahía para asistir a la boda de su hermana Hayley con Noah Lawson, reveló que la hija de Jesse McGregor, Rachel, quien había estado viviendo con ellos les había pedido a él y a Gypsy que la adoptaran, Jesse aceptó la idea y Rachel fue adoptada por ambos.
Más tarde en el 2010 Will regresó de nuevo a Summer Bay esta vez solo con su hija Lily Smith, pronto Will le reveló a Irene, que la verdadera razón por la cual había regresado era que Gypsy lo había dejado después de descubrir que Will al había engañado con otra mujer.